# Јован Мош
Јован Мош (грч. Ιωαννης Μοσχος, око 550 – 619) је византијски монах, теолог, историчар.

## Биографија
Рођен је око 550. године, вероватно у Дамаску. Добио је епитет „ο εγκρατης“ („Апстемични“). Живео је сукцесивно са монасима у манастиру Светог Теодосија југоисточно од Јерусалима, међу пустињацима у долини Јордана, и у Новој лаври Светог Саве Освећеног у близини Текое, источно од Витлејема.
Око 578. године отишао је у Египат са Софронијем (послије патријархом јерусалимским) и дошао до Велике оазе Либијске пустиње. После 583. године дошао је на гору Синај и провео десетак година у Елиотској лаври, затим је посетио манастире близу Јерусалима и Мртвог мора. 580-их година вратио се у Египат да би се сусрео са избеглицама у време када је византијски утицај на регион почео да јењава и где је неколико манастира у Вади Ел Натруну било сравњено од стране Мазицеса, где је 3.500 монаха који су тамо живели било птотррано у Левант. 604. године отишао је у Антиохију али се вратио у Египат 607. Касније је отишао на Кипар и 614-615 у Рим, где је умро 619. године.
На самрти је замолио Софронија да га, ако је могуће, сахрани на планини Синај или у манастиру Светог Теодосија код Јерусалима. Након што су Сарацени напали Синај, Софроније га је сахранио код Светог Теодосија.
У Православној цркви Јована се Мош помиње заједно са Софронијем Јеруслимским 11. (4.). марта.